# 영국령 남극 지역의 기

영국령 남극 지역의 기

영국령 남극 지역의 기는 1963년, 영국령 남극 지역이 성립된 이후에 제정되었다. 이전에는 포클랜드 제도의 기를 사용하였다.
하얀색 바탕에 왼쪽 상단에는 영국의 국기가 그려져 있으며, 오른쪽에는 영국령 남극 지역의 문장이 그려져 있다.
영국령 남극 지역의 기는 영국 남극 측량대의 본부와 사무소, 영국의 남극 과학 기지에 게양되고 있다.
하얀색 바탕에 왼쪽 상단에는 영국의 국기가 그려져 있으며, 오른쪽에는 영국령 남극 지역의 문장이 그려져 있다.
영국 남극 측량대의 선박은 파란색 바탕에 왼쪽 상단에는 영국의 국기가 그려져 있으며, 오른쪽에는 문장의 방패 그림이 그려진 형태의 기를 사용하며, 위원기는 영국의 국기 중앙에 영국령 남극 지역의 문장이 그려진 형태의 기를 사용한다.

영국령 남극 지역의 선박기
영국령 남극 지역의 위원기

## 같이 보기
- 남극기